# Supercupen 2014
La Supercupen 2014 è stata l'8ª edizione della Supercupen, annuale incontro tra la vincitrice della Allsvenskan e la vincitrice della Svenska Cupen. La partita si è stata disputata al Malmö Stadion di Malmö, in data 9 novembre 2014, e a contendersi il trofeo sono state IF Elfsborg e Malmö. È stata la terza apparizione del Malmö nella Supercupen, mentre si è trattata della seconda per l'IF Elfsborg. Il Malmö si è imposto ai calci di rigore dopo che i tempi supplementari si erano chiusi sul 2-2.

## Tabellino
| Arbitro: | Strömbergsson (Gävle) |

|                                                      |                      |                                               |
| Kiese Thelin 89’ Forsberg 114’                       | Marcatori            | 22’ Claesson 120+4’ (rig.) Prodell            |
| Tinnerholm Forsberg Kroon Cibicki Kiese Thelin Rakip | Tiri di rigore 5 – 4 | Frick Prodell Rohdén Larsson Hedlund Beckmann |

| Malmö FF | IF Elfsborg |

### Formazioni
| MALMÖ FF:       |    |                       |
|                 |    |                       |
| P               | 27 | Zlatan Azinović       |
| TD              | 3  | Anton Tinnerholm 124’ |
| DC              | 18 | Johan Hammar 77’, 91’ |
| DC              | 15 | Filip Helander        |
| TS              | 32 | Pa Konate             |
| CD              | 33 | Emil Forsberg         |
| CC              | 6  | Markus Halsti (c)     |
| CC              | 11 | Simon Thern 60’       |
| CS              | 20 | Ricardinho 46’        |
| A               | 24 | Isaac Kiese Thelin    |
| A               | 26 | Agon Mehmeti 22’      |
| A disposizione: |    |                       |
| P               | 16 | Sixten Mohlin         |
| C               | 5  | Erdal Rakip 60’       |
| C               | 7  | Magnus Eriksson       |
| C               | 8  | Enoch Kofi Adu        |
| A               | 9  | Markus Rosenberg      |
| C               | 14 | Simon Kroon 46’       |
| C               | 15 | Paweł Cibicki 22’     |
| Allenatore:     |    |                       |
| Åge Hareide     |    |                       |

| IF ELFSBORG:    |    |                         |
|                 |    |                         |
| P               | 1  | Kevin Stuhr Ellegaard   |
| TD              | 7  | Johan Larsson           |
| DC              | 11 | Daniel Mobaeck          |
| DC              | 22 | Anton Lans 119’         |
| TS              | 20 | Adam Lundqvist 41’      |
| CC              | 8  | Anders Svensson (c) 56’ |
| CC              | 16 | Viktor Claesson 86’     |
| CC              | 21 | Henning Hauger 16’ 108’ |
| A               | 13 | Arber Zeneli 77’        |
| A               | 24 | Viktor Prodell          |
| A               | 25 | Marcus Rohdén 106’      |
| A disposizione: |    |                         |
| P               | 30 | Abbas Hassan            |
| A               | 10 | Mikkel Beckmann 86’     |
| D               | 15 | Andreas Klarström       |
| A               | 17 | Per Frick 108’          |
| A               | 18 | Victor Rotting          |
| C               | 19 | Simon Hedlund 77’       |
| C               | 26 | Liridon Gashi           |
| Allenatore:     |    |                         |
| Janne Mian      |    |                         |